# Campiglia Marittima
Campiglia Marittima er en kommune i provinsen Livorno i den italienske region Toscana, beliggende omkring 90 kilometer sydvest for Firenze og omkring 60 km sydøst for Livorno.
Dets toponym er blevet attesteret for første gang i 1004 som Campiglia og stammer fra det latinske campus ("felt"). I 1862 blev ordet marittima (fra latin Maritima ) tilføjet for at understrege dets tilhørsforhold til Maremma, marskområdet ud til det Tyrrhenske Hav.

## Geografi
Byen ligger på en bakke med udsigt over havet og det omkringliggende landskab og har middelalderlig oprindelse, men der kan også findes spor af etruskiske og romerske civilisationer. Dens fortid er knyttet til metalbearbejdning, som det ses af Val Fucinaia-ovnene og resterne af minedrift og metallurgiske værker i den arkæologisk-mineralske park San Silvestro of San Silvestro.
Campiglia Marittima ligger i den øvre Maremma- region, nær floden Cornia, et intermitterende vandløb, der giver sit navn til det område, Campiglia hører til, det såkaldte Val di Cornia. De afgrænsende kommuner er Piombino, San Vincenzo og Suvereto .
Kommunen omfatter frazioni af Cafaggio og Venturina Terme, og de små landsbyer Banditelle og Lumiere.

## Vigtigste seværdigheder

### Palazzo Pretorio
Palazzo Pretorio er det gamle sæde for politisk og militær magt, fra Campiglias sene middelalderperiode og viser indflydelsen fra to dominerende toscanske byer, Firenze og Pisa . Den oprindelige facade er lavet af to hvidgrå kalkstensbuer, hvor en inskription indikerer, at bygningen er opført i 1246. Den øverste del af facaden er beriget med 72 heraldiske emblemer, der stammer fra 1406, året hvor Campiglia passerede under den florentinske republiks styre. Bygningen var oprindeligt mindre, og den blev udvidet flere gange gennem århundrederne. Palazzo Pretorio huser det kommunale historiske arkiv, et mineralogisk museum, et børnebibliotek og den permanente udstilling af Carlo Guarnieris malerier og graveringer.

### Rocca
Det middelalderlige kompleks af Rocca rejser sig på toppen af bakken, hvor Campiglia ligger. Bygningen har en uregelmæssig polygonal plan og består af forskellige dele. De ældste rester er det centrale tårn, cisternen og spredte spor efter murværk. I 1932 medførte opførelsen af den kommunale akvædukt betydelige skader på komplekset, og ændringer af den gamle plan. I 1990 blev Rocca købt af Campiglia kommune. Fra 1994 startede Institut for middelalderarkæologi ved University of Siena en arkæologisk udgravning, hvis resultater i øjeblikket vises i museet (Museo della Rocca), der åbnede i 2008. Der blev opdaget tilstedeværelsen af en bondeby med træhytter fra det 10. århundrede, mens sporene af de første stenbygninger går tilbage til det 12. århundrede som boligområde for den magtfulde Della Gherardesca-familie, der herskede over Campiglia på det tidspunkt. I slutningen af det 13. århundrede, da det lokale politiske scenarie var blevet ændret, slog en pisansk garnison sig ned i slottet, hvilket ses af våbenstykker og rustninger gravet op i området.

### Arkæologisk-Mineral Park i San Silvestro
Parken dækker 450 hektar i den nordlige del af Campiglia Marittima, og den viser historien om minedrift og metallurgisk cyklus fra den etruskiske æra til i dag. Resterne af Rocca San Silvestro, fra det 10.-11. århundrede, repræsenterer parkens hjerte. Her findes også Lanzi-Temperino-tunnelen, hvor besøgende om bord på et tog kan følge udvindingen af mineralerne i Temperino-minen, hvor udviklingen af de teknikker, der bruges til at udvinde mineraler følges.

## Kultur
Byen er vært for Apritiborgo Festival, en årlig gadekunstfestival, der er blevet afholdt siden 2005, normalt i midten af august.

## Galleri
- Piazza della Repubblica
- Panorama
- Archi i muratura
- Temperino-minen, i den arkæologisk-mineralske park i San Silvestro
- Sant'Antonio kirke